# Tym' (Sachalin)
Il Tym' (in russo Тымь?; nella parte superiore Reklevajam) è un fiume dell'Estremo Oriente russo nell'isola di Sachalin.  Scorre nei rajon Noglikskij e Tymovskij del Oblast' di Sachalin e sfocia nel Mare di Ochotsk.
Il fiume ha origine sul versante meridionale del monte Lopatina sulla cresta Nabilsky nel sistema dei monti Sachalinskie orientali, e scorre in direzione nord/nord-orientale. Nel corso centrale attraversa una pianura paludosa e la larghezza del canale arriva fino a 60 m, nei tratti inferiori si allarga a 200 m. È il secondo fiume più lungo, dopo il Poronaj, dell'isola di Sachalin. La sua lunghezza è di 330 km, l'area del bacino è di 7 850 km². Sfocia diviso in due canali nella baia Nyjskij nelle acque del mare di Ochotsk. 
Vicino alla foce del fiume si trova il villaggio di Nogliki. Nel corso inferiore il Tym' è navigabile.